# Kecamatan Menggala
Kecamatan Menggala (indonesiska: Menggala) är ett distrikt i Indonesien.   Det ligger i provinsen Lampung, i den västra delen av landet, 260 km nordväst om huvudstaden Jakarta.